# 松田義之
松田 義之（まつだ よしゆき、1891年11月9日 - 1981年9月9日）は、版画家、教育者。
愛知県北設楽郡出身。号は芳雪。1917年東京美術学校図画師範科卒。青森高等女学校（現青森県立青森高等学校）教員、三重県で公立学校教師となり三重県立神戸中学校（現三重県立神戸高等学校）教員、1920年東京美術学校助教授、40年教授。51年東京藝術大学教授、59年定年退官、名誉教授。文部省教科書編集委員など。銅版画では、1932年から帝展、日本版画協会展などに出品した。

## 著書
- 『新手工教材と指導の実際』三成社書店 1931
- 『日本画の描き方』雄山閣 1932
- 『簡易家具の作り方』主婦之友生活叢書 1947
- 『中学生の工作』旺文社 1950
- 『美術の話』広島図書 銀の鈴文庫 1950
- 『体育美学』道和書院 体育理論叢書 1971

### 共編著
- 『芸能科図画工作大系』三苫正雄共著 図画工作 1942
- 『略画事典』岡登貞治共編 国民図書刊行会 1948
- 『新しい図画工作 教授参考資料 中学校用』日下八光共著 実教出版 1951
- 『工芸通論』鈴木豊次郎共著 一粒社 1957

## 注
1. ↑  日本人名大辞典20世紀日本人名事典